# Элатив
Элати́в (от лат. elativus) — один из местных падежей финно-угорских языков, имеющий базовое значение «движение, направленное из вместилища наружу». В число периферийных значений входят значения объекта (мысли или речи), темы, причины, количества и др. Также элатив встречается в некоторых других языках (генетически с финно-угорскими несвязанных), а именно в языках пама-ньюнганской семьи - вальбири, вирангу и мурувари из Австралии. Маркер элатива также замечен в изолированном языке кофан из Южной Америки. 

## Финский язык
Элатив образуется с помощью окончаний -sta/-stä, например:
- Me tulemme kirjastosta — Мы идем из библиотеки.
- Muistopatsas on pronssista — Памятник из бронзы.

## Эстонский язык
В эстонском языке элатив образовывается окончанием -st, например:
- rongist — из поезда
- Me rääkisime temast — Мы говорили о нём

## Венгерский язык
В венгерском для образования этого падежа используется окончание -ból/-ből Например:
- házból — из дома

## Язык вальбири
В языке вальбири элатив выражается суффиксом -ngurlu, например:
- pirli (камень) — pirlingurlu (из камня)

- warlkurru (топор) — warlkurrungurlu (из топора)

Также элатив может быть выражен суффиксом -jangka. Пример:
- japu (магазин) — japujangka (из магазина)

## Язык вирангу
В вирангу элатив маркируется через суффикс -birna, примеры:
- burgu (туман) — burgubirna (пришедший из тумана; букв. из тумана)

- wildyara (далёкое прошлое) -  wildyarabirna (старый; букв. из далёкого прошлого (пришедший))

Из последнего примера очевидно, что элатив в вирангу может образовывать прилагательные.

## Язык мурувари
Элатив в мурувари маркирован суффиксом -nga. Можно отметить следующие примеры его использования -
- ngapa (вода) —  ngapanga (из воды)

- pakinj (ведро) — pakinjnga (из ведра)

## Язык кофан
В кофане элатив выражается послеложным маркером -ye / -ñe.